# Zofia Beisertówna

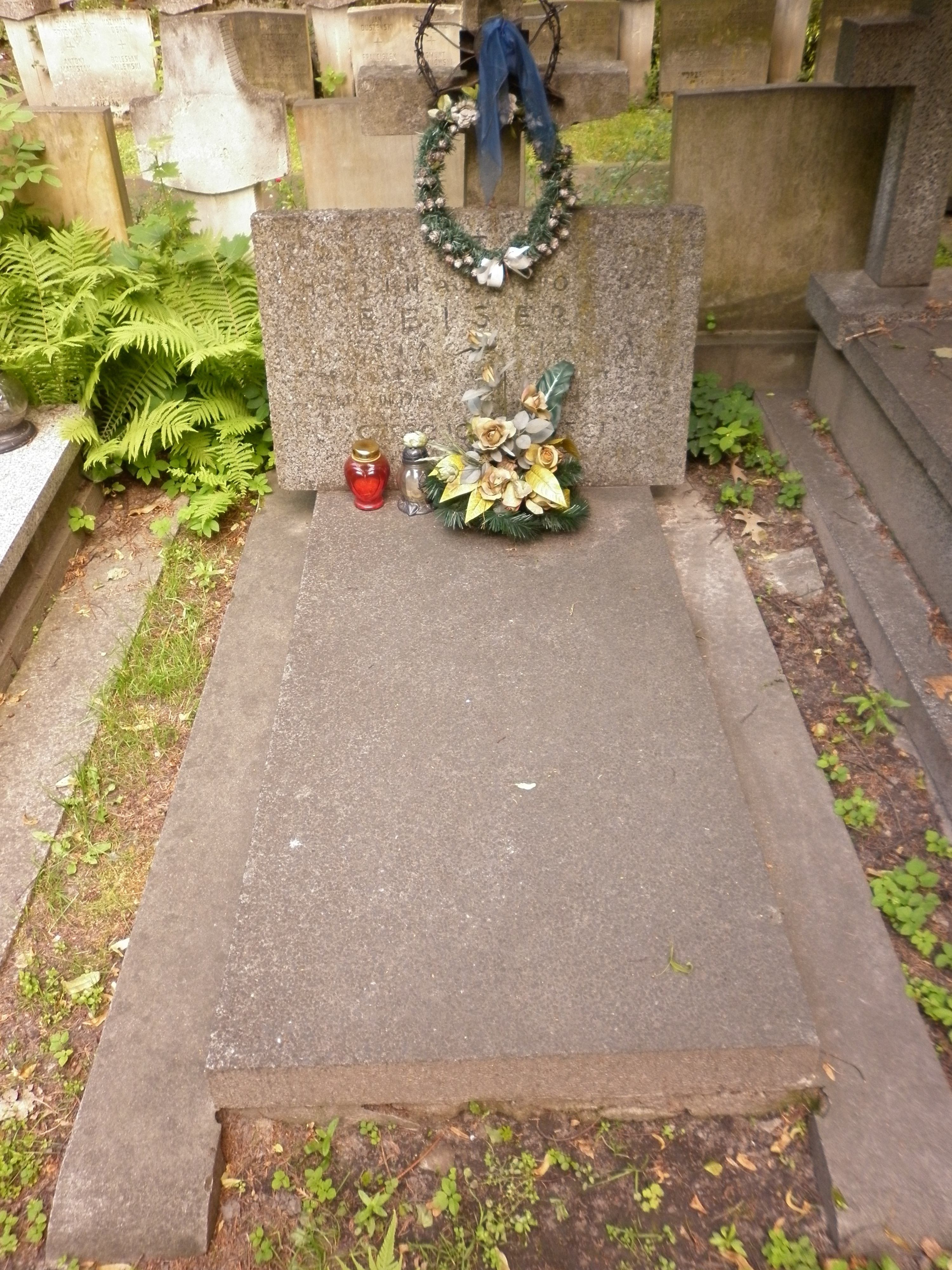
Grób Haliny i Zofii Beisertówien

Zofia Beisertówna, Zofia Beisert pseudonim Kama (ur. 14 sierpnia 1922 w Gdańsku, zm. 1 września 1944 w Warszawie) – działaczka ruchu oporu w okresie II wojny światowej, żołnierz Armii Krajowej, harcerka, uczestniczka powstania warszawskiego. 

## Życiorys
Córka Edmunda i Elwiry z Olszowskich (kuzynka generała Stefana Roweckiego ps. „Grot”). Ukończyła szkołę średnią. Harcerka, ochotniczka z hufca szkolnego PWK w Gdyni.
Podczas okupacji przebywała w Warszawie. Od 1941 w ZWZ, łączniczka i sanitariuszka. Od 1942 w kompanii „Orzeł” batalionu „Baszta”, a od 1943 zastępowa łączniczek kompanii K-1 batalionu „Karpaty” pułku AK „Baszta”. W maju 1944 po wpadce i śmierci dowódcy tegoż batalionu kapitana Józefa Chlipały ps. „Lubański” udało jej się uprzedzić o tym osoby mające wyznaczony z nim kontakt.
W powstaniu warszawskim 22 sierpnia 1944 wspólnie z 3 łączniczkami i sanitariuszką zabierając nosze przekradła się z Sadyby na Ursynów, skąd wyniosły i ukryły ciężko rannego zastępcę dowódcy plutonu podchorążego Zygmunta Dąbrowskiego ps. „Ban”.
Poległa 1 września na skrzyżowaniu ul. Sobieskiego z ulicą Ludwika Idzikowskiego w natarciu, jakie wyszło z Królikarni na Sadybę. Pochowana wraz z siostrą Haliną na Cmentarzu Wojskowym na Powązkach w Warszawie (kwatera 25A-8-23).
Odznaczona pośmiertnie:
- Srebrnym Krzyżem Zasługi z Mieczami
- Krzyżem Walecznych